# Al Kāb
Al Kāb är en fornlämning i Egypten. Den ligger i guvernementet Assuan, i den sydöstra delen av landet vid högra sidan av Nilen. Den antika delen hade namnet Necheb och var helgad åt gudinnan Nekhebet.
Kring den ursprungliga delen finns en 2 km lång, ganska välbevarad ringmur. Innanför ligger ruinerna av en tempel för gudinnan. Vid en klippa finns gavvårdarna för härskare från den 18:e dynastin. Inskrifterna från graven för Ahmose Sa Ibana berätter om en strid mot en fiende från norr. I närheten finns graven för Ahmoses barnbarn Paheri som var lärare vid hovet av Thutmosis III. På gravvården visas Paheri med en prins och andra teckningar visar hur han organiserar landbruket. Ramses II lät i närheten uppföra en kapell åt helgonet Thot. Under den Ptolemeiska dynastin byggdes en tempel åt Nekhebet. Hon avbildas som en lejonhona som bevakar ingången.
Trakten runt Al Kāb består till största delen av jordbruksmark.